# Gabelaakalat
Gabelaakalat (Sheppardia gabela) är en starkt utrotningshotad afrikansk fågel i familjen flugsnappare. Den är endemisk för Angola.

## Utseende och läten
Gabelaakalaten är en liten (13 cm), trastliknande fågel utan särskilda särdrag. Ovansidan är dovt brun och undersidan vit eller smitsvit med ett kontrasterande brunt bröstband. Lätet är en sorgesam tvåstavig vissling. Även ett ljust "weeh-weeh-weeh" hörs, uppblandat med mer mekaniska, skrapande ljud.

## Utbredning och status
Fågeln förekommer enbart i Angola, i regnskogar i Gabela. IUCN kategoriserar arten som starkt hotad.

## Familjetillhörighet
Akalater liksom fåglar som rödhake, näktergalar, stenskvättor, rödstjärtar och buskskvättor behandlades tidigare som en trastar (Turdidae), men genetiska studier visar att den tillhör familjen flugsnappare (Muscicapidae).